# Faro de Cabo Higuer
El faro de Cabo Higuer es un faro situado en el cabo Higuer, en Fuenterrabía, Guipúzcoa, País Vasco, España. Su luz apunta al mar, así como a la desembocadura del río Bidasoa, al cabo Higuer y a la isla de Amuitz. Está gestionado por la autoridad portuaria del puerto de Pasajes.

## Historia
Fue construido en 1881 por el ingeniero Francisco Lafarga.